# Federația Moldovenească de Fotbal

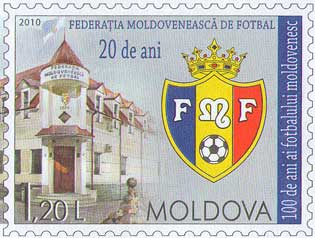
Sonderbriefmarke zum 20-jährigen Bestehen des Verbandes 2010

Der Federația Moldovenească de Fotbal (FMF) ist der moldauische Fußballverband. Er hat seinen Sitz in Chișinău.
Der FMF ist zuständig für die Organisation des Fußballs in der Republik Moldau und ist somit unter anderem für die Moldauische Fußballnationalmannschaft verantwortlich. Er ist zudem Ausrichter der höchsten moldauischen Liga Divizia Națională, des Moldauischen Pokals und des Moldauischen Supercups. 6734 Fußballer sind im Verband organisiert, davon sind 521 Profis.
Der Fußballverband Moldaus wurde 1990 kurz vor der Unabhängigkeit des Landes gegründet und trat drei Jahre darauf der UEFA bei. Ein Jahr später wurde der Verband auch Mitglied der FIFA.

## UEFA-Fünfjahreswertung
Platzierung in der UEFA-Fünfjahreswertung:
(in Klammern die Vorjahresplatzierung). Die Kürzel CL, EL und CO hinter den Länderkoeffizienten geben die Anzahl der Vertreter in der Saison 2025/26 der Champions League, der Europa League sowie der Conference League an.
- 29.  (28)  Slowakei (Liga, Pokal) – Koeffizient: 19.625 – CL: 1, EL: 1, CO: 2
- 30.  (31)  Slowenien (Liga, Pokal) – Koeffizient: 13.250 – CL: 1, EL: 1, CO: 2
- 31.  (32)  Moldau (Liga, Pokal) – Koeffizient: 13.125 – CL: 1, EL: 1, CO: 2
- 32.  (33)  Kosovo (Liga, Pokal) – Koeffizient: 11.541 – CL: 1, EL: 1, CO: 2
- 33.  (30)  Kasachstan (Liga, Pokal) – Koeffizient: 11.500 – CL: 1, EL: 1, CO: 2

Stand: Ende der Europapokalsaison 2023/24